# Leonid Rudenko
Leonid Anatol'evič Rudenko, noto come Leonid Rudenko o semplicemente Rudenko (in russo Леонид Анатольевич Руденко?; Mosca, 16 luglio 1986), è un produttore discografico e disc jockey russo.

## Biografia
Rudenko ha visto il suo primo successo oltre i confini russi per mezzo della hit Everybody, che ha esordito in 24ª posizione della Official Singles Chart e che è contenuta nel primo album in studio Al'bom, arrivato in top five nella classifica LP della Federazione Russa.
Il secondo disco Parade of Nations, uscito nel 2014, gli ha permesso di ottenere la nomination per il miglior progetto di musica elettronica al Rossijskaja nacional'naja muzykal'naja premija Viktorija. Qualche anno più tardi ha inciso la hit radiofonica Love & Lover, in collaborazione con Alina Eremia e Dominique Young Unique, uno dei principali successi dell'intero anno secondo la Tophit.

## Discografia

### Album in studio
- 2009 – Al'bom
- 2014 – Parade of Nations

### Raccolte
- 2023 – The Best
- 2024 – Electronic Dreams
- 2024 – Dance Vibrations
- 2024 – Sounds of the Future

### Singoli
- 2008 – Shizzle Nizzle
- 2009 – Everybody
- 2010 – I'm on Top (feat. Adara)
- 2010 – Music
- 2012 – Lost in Space
- 2013 – Love Is a Crime (con Mishelle)
- 2014 – Jabločko (Apple)
- 2014 – Vspominat' (con Irina Dubcova)
- 2015 – Spirit of the Past
- 2016 – Wake Up (feat. Maniža)
- 2016 – Rastopi lëd (con Saša Spilberg)
- 2016 – Oh Oh (feat. Vad)
- 2017 – Moskva-Neva (con Irina Dubcova)
- 2017 – Shake It
- 2017 – Gudbajmajlav
- 2017 – Belaja ptica (con Žasmin)
- 2018 – Kletka (feat. Ėmma M)
- 2018 – Go for the Gold (con Aloe Blacc)
- 2018 – Love & Lover (feat. Alina Eremia & Dominique Young Unique)
- 2019 – Ljublju kak umeju (con Maša Veber)
- 2019 – Rain & Sun (con le Aritmija)
- 2020 – Ne tusil (con le Aritmija)
- 2020 – Škol'nyj medljak (con le Aritmija feat. Lazy Cat)
- 2022 – Devočki (con Irina Dubcova)
- 2022 – Ponarošku (con Mari Krajmbreri)
- 2022 – Poceluj ili vystreli (con le Aritmija e LazyCat)
- 2022 – Potomu čto ne bylo tebja (con Reflex e le Aritmija)
- 2023 – 3SiSi (con le Aritmija)
- 2023 – Žestokaja ljubov' (con Julianna Karaulova)
- 2024 – Mwaki
- 2024 – Karimu
- 2024 – Amor
- 2024 – Wonderful Life (con Braggin e NoNative)
- 2024 – Tancy 2.0 (con NLO e Reflex)
- 2024 – Slëzy Solnca (con i Mochito)
- 2024 – Časiki (con Valerija, Novoe Slovo e Tribeat)
- 2024 – In the End (con Braggin e NoNative)
- 2024 – Prosto potomu čto ne bylo tebja (con Reflex, Novoe Slovo e Amigo)
- 2024 – Blizkie rjadom (Pt. 2) (con Chebanov e Vladmir Presnjakov)
- 2024 – DJ spasët menja
- 2025 – Meteoritnyj dožd' (con Alexander Popov e Golovatsky)
- 2025 – Devočke tak bol'no